# Каракастек
Каракастек (каз. Қарақыстақ) — село в Жамбылском районе Алматинской области Казахстана. Административный центр Каракастекского сельского округа. Код КАТО — 194251100.

## Население
В 1999 году население села составляло 2805 человек (1375 мужчин и 1430 женщин). По данным переписи 2009 года в селе проживало 3020 человек (1504 мужчины и 1516 женщин).

## Экономика
С 1982 по 1997 годы в Каракастеке действовал овцеводческий совхоз им. Суюнбая. На его основе в дальнейшем были созданы ТОО и 79 крестьянских хозяйств, располагающихся в Каракастеке и сёлах Бурган и Ушбулак.

## Известные уроженцы
В селе родились акын Суюнбай Аронулы (1815—1898), писатели Оспахан Аубакиров (1934—1986) и Сейдахмет Бердикулов (1933—1994).